# Zénon (consul en 448)
Pour les articles homonymes, voir Zénon.
Zénon est général, consul et patrice de l'Empire romain d'Orient au milieu du Ve siècle.
Une inscription d'Olba de Cilicie, datée de son consulat, révèle que son père s'appelait Longinos (« ἐπὶ ὑπάτου Ζήνωνος καὶ στρατηλάτου υεἱὸς (sic) Λονγίνου »). Magister utriusque militiæ per Orientem (titre traduit usuellement en grec par « στρατηλάτης ») en 447, il fut appelé à Constantinople et chargé de la défense de la capitale attaquée cette année-là par l'armée d'Attila. L'année suivante, il fut consul avec Postumianus. Il s'opposa à la politique de versements d'argent et d'intrigues de l'eunuque Chrysaphios. L'empereur Théodose II envoya une force militaire contre lui. Dans un fragment cité par Photius, Damascius révèle qu'il était païen et qu'il eut le dessein d'assassiner Théodose II, mais fut prévenu par la mort accidentelle de celui-ci le 28 juillet 450. En 451, Zénon fut nommé patrice par l'empereur Marcien. Il dut mourir peu de temps après.
Théodoret de Cyr lui a adressé deux brèves lettres (n° 65 et 71), une de condoléances pour la mort de son frère, une de félicitation pour son accession au consulat. On ignore s'il y a un rapport entre lui et l'empereur Zénon.